# Parque Witeck

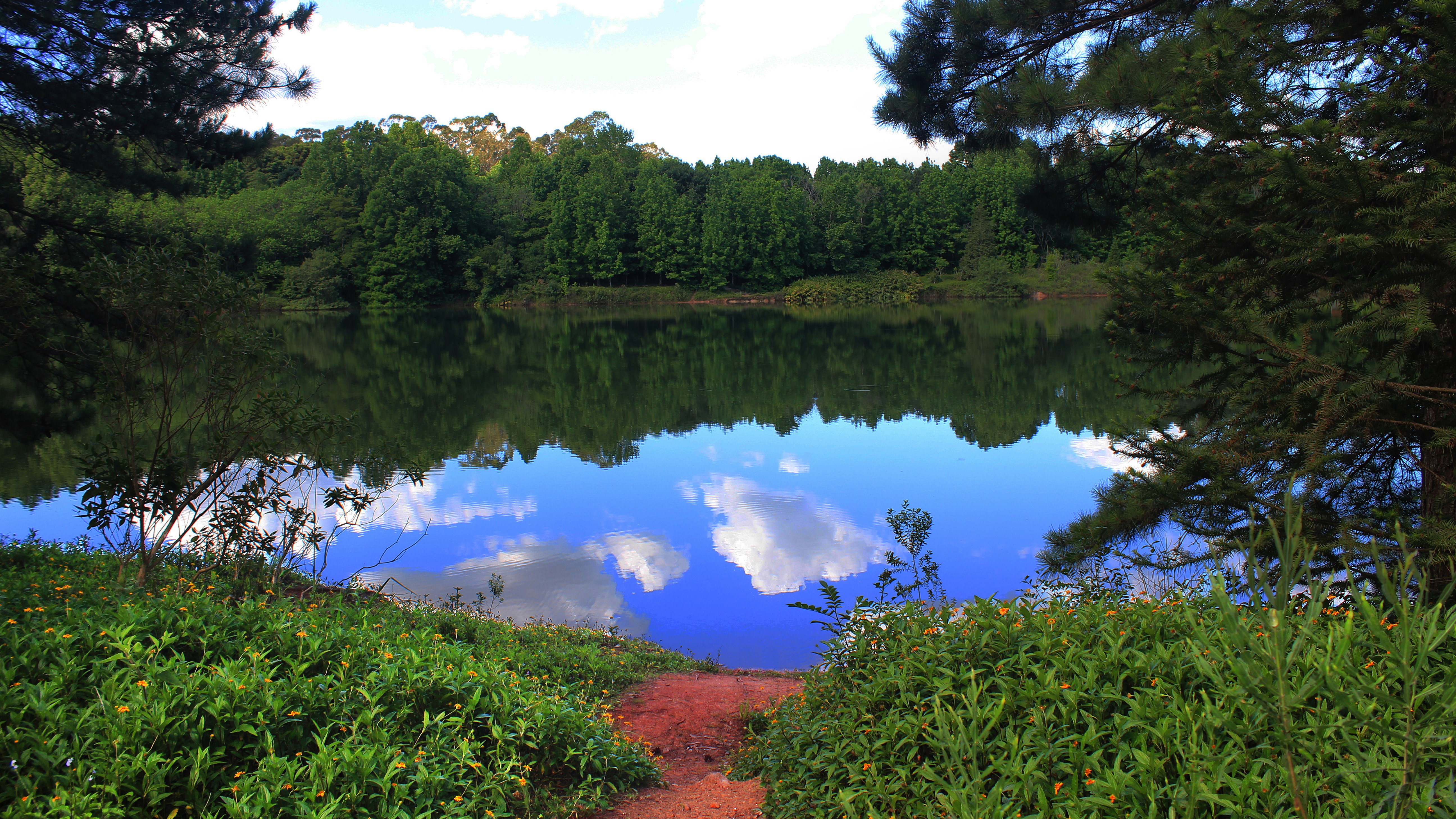
Lago no Parque Witeck

O Parque Witeck é um parque privado situado em Novo Cabrais, no estado brasileiro do Rio Grande do Sul. Idealizado pelo médico Acido Witeck, possui a maior área privada de parques do estado, bem como da América Latina.

## História

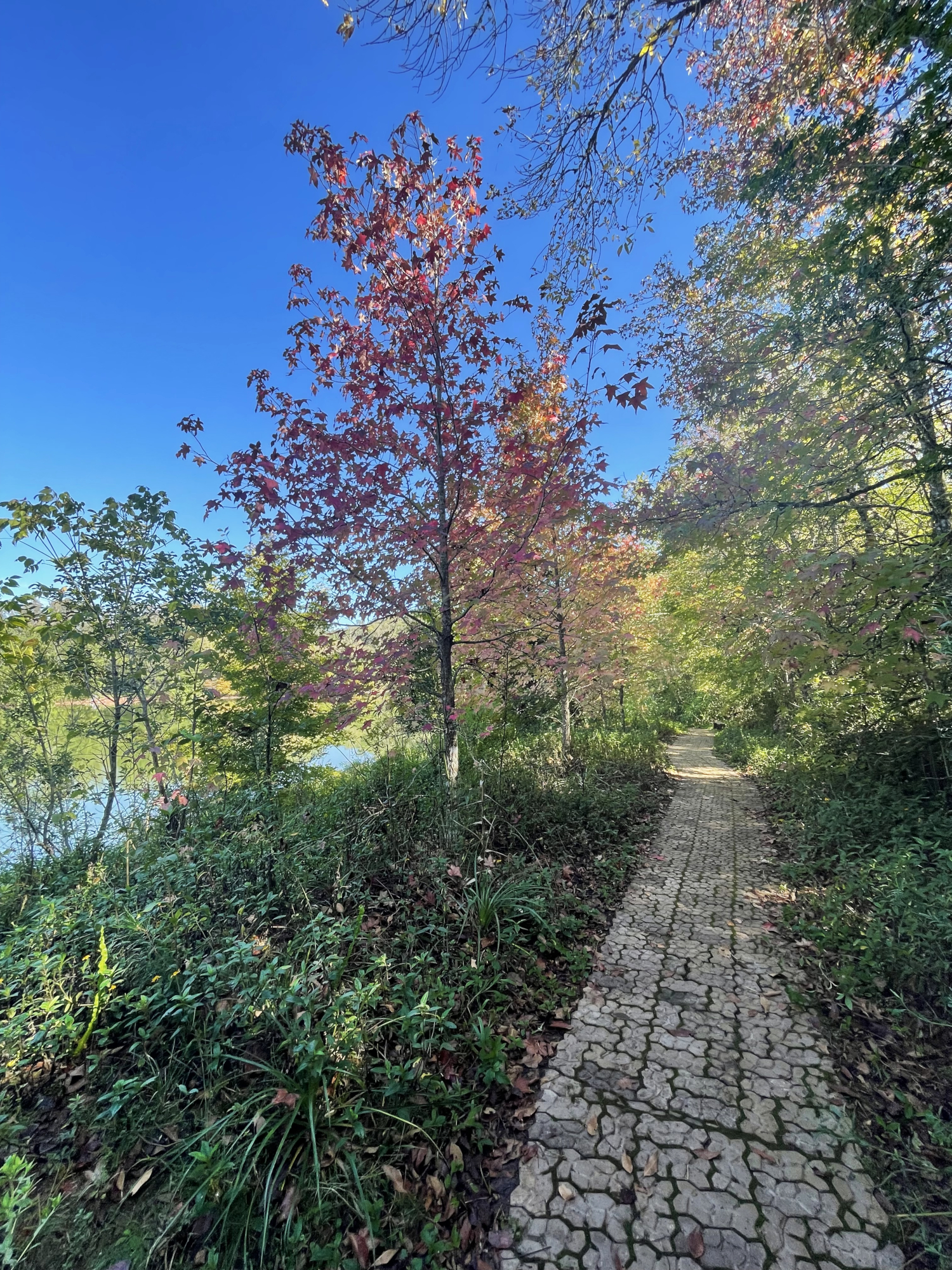
Parque Witeck no outono

Uma área de 100 hectares foi adquirida em 1962 pelo médico ambientalista Acido Witeck. Tratava-se de uma terra degradada pela criação intensiva de gado, queimadas sucessivas e desmatamento das reservas nativas da região. O terreno apresentava relevo acidentado, erodido e sem nenhuma perspectiva de recuperação. Em 1966, num espaço de 10ha, foram plantadas as primeiras árvores em um bosque próximo ao que, na época, era a sede da fazenda, bem como criou-se o primeiro reservatório de água que deu origem ao que hoje constitui o Lago Encantado.
Em 1967, iniciou-se o tratamento paisagístico em frente à antiga sede da propriedade e em 1976 plantaram-se as primeiras coníferas oriundas da Ásia, Europa, Oceania e América do Norte. Em 1977, destinaram-se mais 20ha ao que viria a ser o Parque Witeck e foram constituídas as primeiras ilhas temáticas, de acordo com as características das plantas (nativas, caducas, coníferas, palmeiras). Em 1991, a área do Parque passou a 70 ha, que é a área atual. Nesta época foi construída uma estufa para abrigar as palmeiras mais sensíveis às baixas temperaturas. Essa estufa não mais existe por conta do processo adaptativo das referidas palmeiras. A morfologia do terreno, a flora, a fauna, os recursos hídricos e a ação antrópica são elementos que constituem a atual paisagem que caracteriza o Parque. Hoje o número de espécies botânicas existentes na área é de cerca de 2100 espécies, entre árvores, arbustos e forrações, tanto nativas quanto exóticas. Um viveiro de produção de mudas permite a reposição das espécies dentro do Parque e a comercialização de algumas delas.
A partir de 2007 começou-se a dar atenção especial à presença de animais, estando em andamento a identificação de pássaros e aranhas que habitam o Parque. O conhecimento da área faz-se através de trilhas demarcadas ao longo dos caminhos que são interligados aos diversos recantos: da Paz, Europeu, das Caducas e aos lagos: Encantado, Mágico, da Paz e Grande Espelho do Céu. Os lagos Negro e Selvagem não costumam ser abertos ao público por motivo de tratar-se de áreas de preservação.